# Каменица Лизогубов
Каменица Лизогубов (укр. Кам’яниця Лизогубів) — памятник архитектуры XVII века, старейшее каменное жилое здание Левобережной Украины. Расположена в пгт Седнев Черниговской области. Как памятник архитектуры национального значения Украины имеет охранный номер 863/1.

## Описание
Каменица является одноэтажным каменным зданием, имеет подвал. Расположена в центре Седнева в парке усадьбы Лизогубов на краю высокого правобережного плато реки Снов. Неподалеку от здания находится Воскресенская (Рождества Богородицы) церковь.
Памятник архитектуры прямоуголен в плане, вытянут с севера на юг, симметричен, пятикамерен. По своей распланированно-пространственной структуре является развитием традиционного типа украинского народного жилья — дома на две половины. Распланировочная система анфиладная. Комнаты перекрыты цилиндрическими и сомкнутыми сводами с распалубками. Дом был жилым, о чём свидетельствуют сохранившиеся остатки печного отопления. В стенах имеются многочисленные ниши, которые имели как хозяйственное, так и конструктивное назначение. Полуподвальный этаж за планировкой идентичен первому, с той лишь разницей, что под крыльцом устроен тайник — прямоугольная камера с двумя нишами.
Дом имеет высокий цоколь и высокую щипцовую крышу с треугольными фронтонами на боковых стенах. Стены расчленены глубокими арочными оконными нишами и завершены карнизом. Каменица выстроена из кирпича на известково-песчаном растворе, поштукатурена и побелена. Крыша по деревянным стропилам укрыта кровельной сталью.

## История
Здание построено в 1690 году на территории усадьбы черниговского полковника Якова Лизогуба по его заказу той же артели мастеров, которая в то же время возводила Седневскую церковь Рождества Богородицы. Первоначально крыша была покрыта гонтом. Во второй четверти XIX века вместо крыльца на главном фасаде построена укрепленная контрфорсами башня с готическими окнами, завершенная полосой декоративных машикулов и зубцов-мерлони. Такой каменицу описал в 1846 году Тарас Шевченко, который гостил у тогдашнего владельца усадьбы Андрея Лизогуба. В сентябре 1930 года памятник подробно исследовал и измерил Стефан Таранушенко. Дом был частично разрушен в 1941—1943 годах во время Второй мировой войны. Реставрацию завершили в 1967 году.
После реставрации (в 1967 году) в каменице был открыт пивной бар, что очень возмутило общественность. Через некоторое время бар закрыли, а здание оставили без хозяина, что привело к его разрушению: были выбиты окна, сорваны пол и двери.
В 2001 году каменица была отреставрирована силами ОАО «ЭК Черниговоблэнерго» в честь десятилетия независимости Украины.

## Галерея

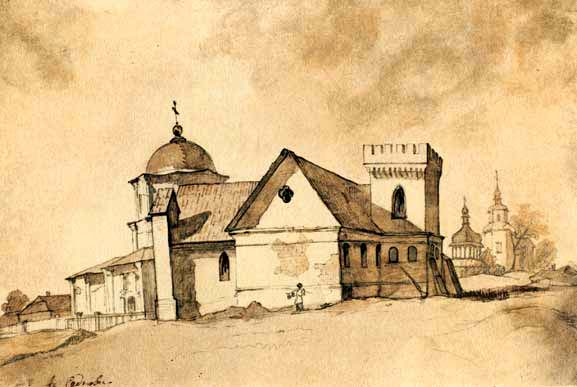
Т. Г. Шевченко, Седнев, 1846
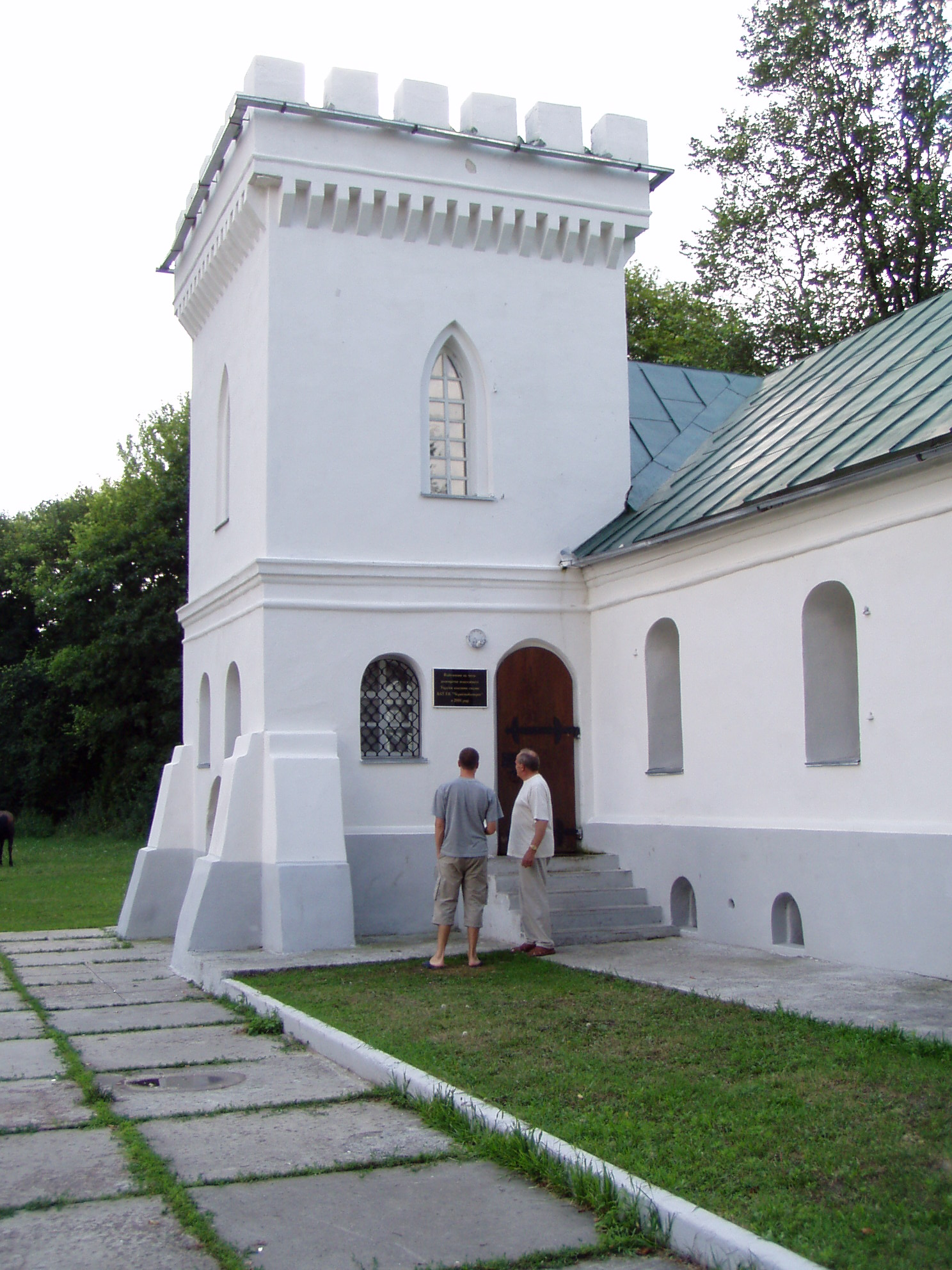
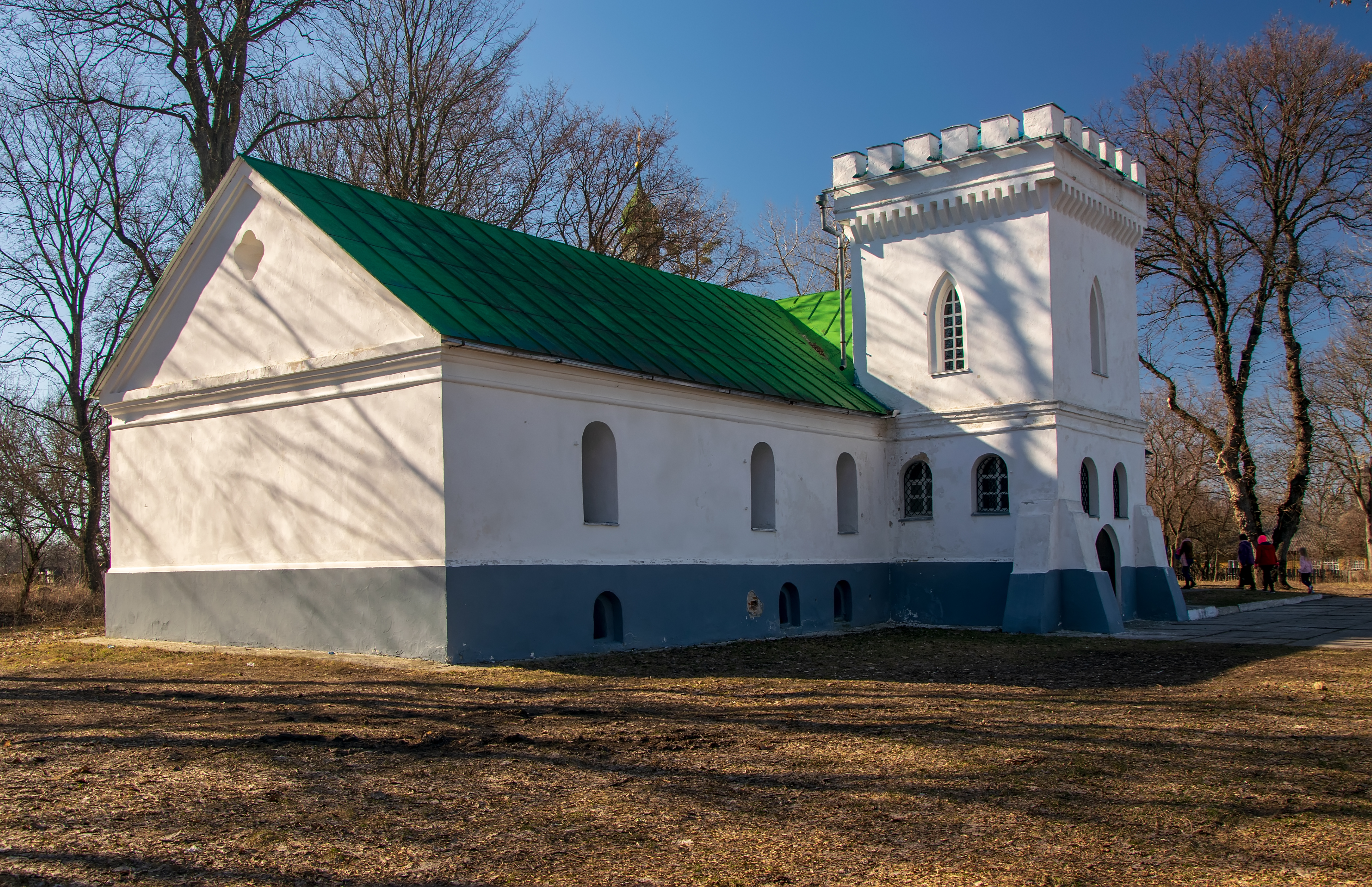